# Urocyon
Gli urocioni (Urocyon Baird, 1857) sono un genere di canini indigeni delle Americhe. Vengono anche chiamati volpi grigie o volpi arboricole, sebbene non siano imparentati con le volpi propriamente dette. Attualmente, vi sono due, forse tre specie riconosciute: l'urocione continentale, indigeno di gran parte del Nordamerica e del Sudamerica settentrionale, e l'urocione isolano, il cui areale è limitato a sei isole della California meridionale. L'urocione di Cozumel potrebbe rappresentare una specie a sé stante, ma la carenza di esemplari rende difficile accertare il suo stato tassonomico.
Il nome del genere deriva dal greco οὐρά (oyrá, “coda”) e κύων (kýōn, “cane”), e significa quindi "dalla coda di cane".
Gli urocioni sono i canini odierni più antichi, ritenendo una forma e comportamenti simili a quelli degli esperocionini estinti, non avendo del tutto rinunciato a una vita arboricola. Tra i loro adattamenti per un tale stile di vita, ci sono gli arti relativamente brevi, gli artigli semiretrattili e i polsi flessibili.

## Descrizione
Gli urocioni sono canidi di taglia piccola o media, con arti relativamente corti, code lunghe, e musi appuntiti. La pelliccia è ispida, caratterizzata da un colore grigio brizzolato, con piccole sfumature rossastre sul collo, i fianchi e gli arti. Delle chiazze bianche sono presenti sulle orecchie, la gola, il petto, l'addome e le zampe posteriori. È presente una striscia nera che si estende dalla schiena alla punta della coda.
I crani di questi canini sono facilmente identificabili tramite le creste temporali, che formano una U, contrariamente alle volpi le cui creste temporali formano una V. Come nel caso dell'otocione africano, la mandibola è fornita d'una protuberanza sotto l'angolo detta "processo subangolare", sebbene non sia grande quanto quella della prima specie. I denti sono ben sviluppati, sebbene i canini non sono lunghi quanto quelli delle volpi, e i premolari sono relativamente alti. Dispongono della formula dentaria tipica dei canini:
| 3.1.4.2 |
| 3.1.4.3 |

Gli urocioni sono generalmente solitari con diete onnivore che variano stagionalmente e geograficamente. La struttura sociale consiste in una coppia e la sua prole che mantiene un territorio difeso contro altri gruppi familiari. Sono monogami e si riproducono una volta all'anno, con ambo i genitori che si prendendo cura della prole. L'urocione continentale è principalmente notturno, mentre la specie isolana è diurna, probabilmente per quest'ultimo ciò è dovuto alla mancanza di predatori naturali nel suo habitat. Gli urocioni dispongono di artigli semiretrattili che gli permettono di arrampicarsi sugli alberi, una abilità insolita nei canini, condivisa soltanto con il nittereute asiatico. Oltre gli artigli, gli urocioni dimostrano ulteriori adattamenti a una vita arboricola ad esempio i loro polsi roteanti, che gli permettono una migliore presa sui rami. Si rifugiano normalmente nelle fessure rocciose, in tane sotterranee, sotto pietre, o in tronchi cavi.

## Storia evolutiva
I reperti fossili indicano che il genere è stato presente in Nordamerica sin dal periodo Hemphiliano del Pliocene. Una specie presumibilmente precedente quelle odierne, U. progressus, era comune durante l'epoca blancana, circa 2-5 milioni di anni fa. I resti più antichi di U. cinereoargenteus vengono dalla contea di Montgomery in Pennsylvania, risalenti all'Irvingtoniano inferiore. La specie disponeva già di un vasto areale durante la glaciazione di Wisconsin, estendendosi verso oriente dalla California alla Florida, e a nord fino alla Pennsylvania. La specie U. littoralis evidentemente raggiunse le Channel Islands durante il Pleistocene superiore.

### Tassonomia

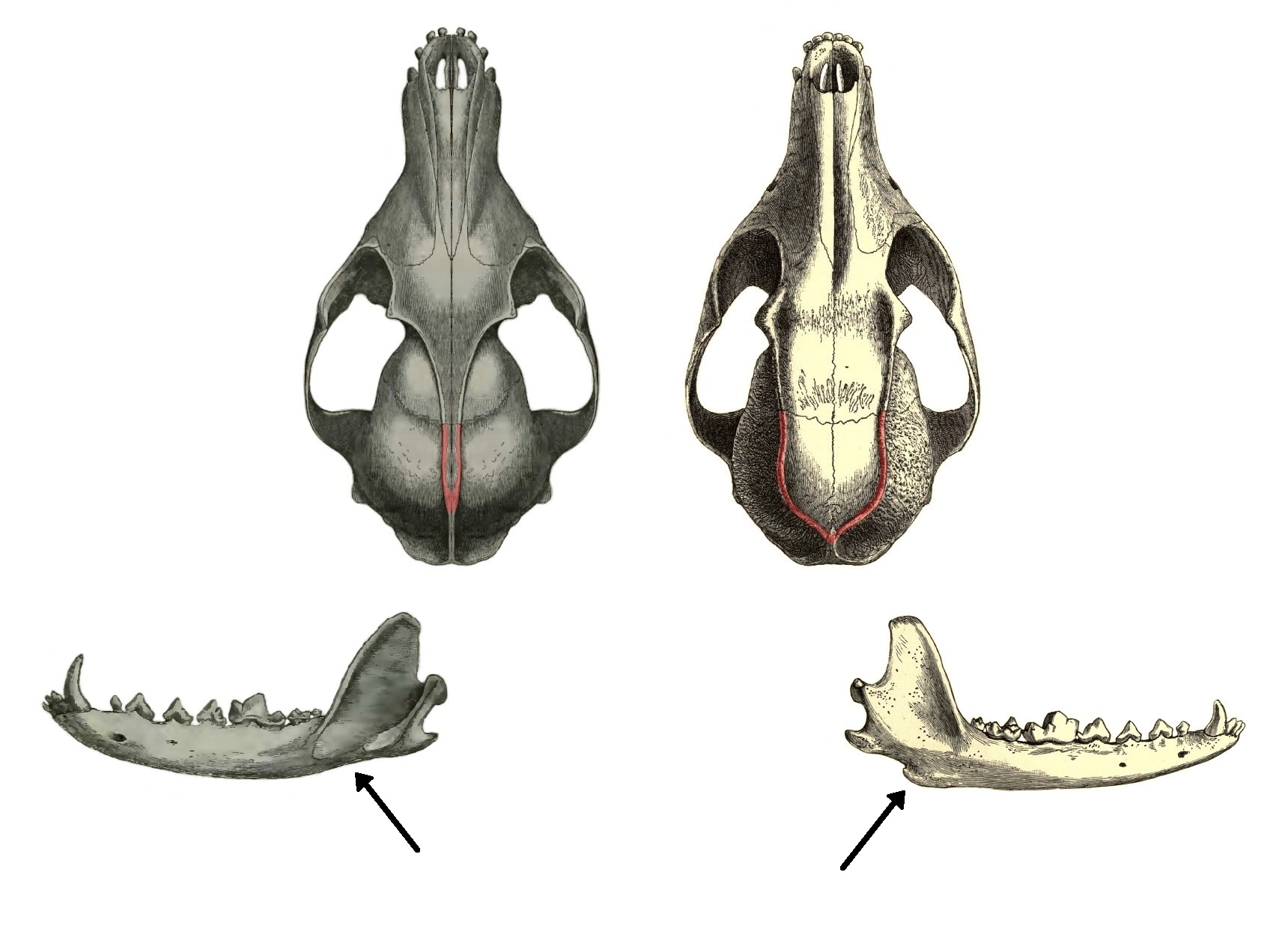
Illustrazione comparativa dei crani e mandibole di volpe (sinistra) e d'urocione (destra). Si nota la forma delle creste temporali evidenziate in rosso e la presenza del processo subangolare sulla mandibola dell'ultimo.

La posizione tassonomica degli urocioni entro la sottofamiglia dei canini è stata a lungo dibattuta. Thomas Henry Huxley, nel 1880, propose che fossero imparentati con l'otocione africano, in base alle caratteristiche craniche come il processo subangolare sulla mandibola. Il biologo inglese George Jackson Mivart invece lo classificò presso le pseudovolpi sudamericane, una ipotesi scartata da Juliet Clutton-Brock, che lo classificò come una vera volpe.
L'avvento della biologia molecolare rese possibile un esame più dettagliato della sistematica degli urocioni. Una filogenia proposta nel 2005 sulla base della analisi del genoma mitocondriale dei canini odierni dimostra che gli urocioni formano un ramo separato sia dalle volpi che dai veri cani alla base dell'albero filogenetico:
|  | Otocione                                                  |
|  |                                                           |
|  | \| \| Nittereute \| \| \| \| \| \| Vere volpi \| \| \| \| |
|  |                                                           |
|  | Nittereute                                                |
|  |                                                           |
|  | Vere volpi                                                |
|  |                                                           |

|  | Nittereute |
|  |            |
|  | Vere volpi |
|  |            |

|  | Otocione                                                  |
|  |                                                           |
|  | \| \| Nittereute \| \| \| \| \| \| Vere volpi \| \| \| \| |
|  |                                                           |
|  | Nittereute                                                |
|  |                                                           |
|  | Vere volpi                                                |
|  |                                                           |

|  | Nittereute |
|  |            |
|  | Vere volpi |
|  |            |

|  | \| \| Veri cani (canidi lupini e sudamericani) \| \| \| \| |
|  |                                                            |
|  | Veri cani (canidi lupini e sudamericani)                   |
|  |                                                            |

|  | Veri cani (canidi lupini e sudamericani) |
|  |                                          |

|  | Otocione                                                  |
|  |                                                           |
|  | \| \| Nittereute \| \| \| \| \| \| Vere volpi \| \| \| \| |
|  |                                                           |
|  | Nittereute                                                |
|  |                                                           |
|  | Vere volpi                                                |
|  |                                                           |

|  | Nittereute |
|  |            |
|  | Vere volpi |
|  |            |

|  | Otocione                                                  |
|  |                                                           |
|  | \| \| Nittereute \| \| \| \| \| \| Vere volpi \| \| \| \| |
|  |                                                           |
|  | Nittereute                                                |
|  |                                                           |
|  | Vere volpi                                                |
|  |                                                           |

|  | Nittereute |
|  |            |
|  | Vere volpi |
|  |            |

|  | \| \| Veri cani (canidi lupini e sudamericani) \| \| \| \| |
|  |                                                            |
|  | Veri cani (canidi lupini e sudamericani)                   |
|  |                                                            |

|  | Veri cani (canidi lupini e sudamericani) |
|  |                                          |

|  | Otocione                                                  |
|  |                                                           |
|  | \| \| Nittereute \| \| \| \| \| \| Vere volpi \| \| \| \| |
|  |                                                           |
|  | Nittereute                                                |
|  |                                                           |
|  | Vere volpi                                                |
|  |                                                           |

|  | Nittereute |
|  |            |
|  | Vere volpi |
|  |            |

|  | Otocione                                                  |
|  |                                                           |
|  | \| \| Nittereute \| \| \| \| \| \| Vere volpi \| \| \| \| |
|  |                                                           |
|  | Nittereute                                                |
|  |                                                           |
|  | Vere volpi                                                |
|  |                                                           |

|  | Nittereute |
|  |            |
|  | Vere volpi |
|  |            |

|  | \| \| Veri cani (canidi lupini e sudamericani) \| \| \| \| |
|  |                                                            |
|  | Veri cani (canidi lupini e sudamericani)                   |
|  |                                                            |

|  | Veri cani (canidi lupini e sudamericani) |
|  |                                          |

|  | Otocione                                                  |
|  |                                                           |
|  | \| \| Nittereute \| \| \| \| \| \| Vere volpi \| \| \| \| |
|  |                                                           |
|  | Nittereute                                                |
|  |                                                           |
|  | Vere volpi                                                |
|  |                                                           |

|  | Nittereute |
|  |            |
|  | Vere volpi |
|  |            |

|  | Otocione                                                  |
|  |                                                           |
|  | \| \| Nittereute \| \| \| \| \| \| Vere volpi \| \| \| \| |
|  |                                                           |
|  | Nittereute                                                |
|  |                                                           |
|  | Vere volpi                                                |
|  |                                                           |

|  | Nittereute |
|  |            |
|  | Vere volpi |
|  |            |

|  | \| \| Veri cani (canidi lupini e sudamericani) \| \| \| \| |
|  |                                                            |
|  | Veri cani (canidi lupini e sudamericani)                   |
|  |                                                            |

|  | Veri cani (canidi lupini e sudamericani) |
|  |                                          |

## Conservazione
L'urocione continentale è molto diffuso in gran parte dei due terzi inferiori del Nordamerica. Sebbene venga spesso cacciato o catturato, queste attività non sembrano essere una minaccia immediata. Per contrasto, quattro delle sei sottospecie di urocione isolano hanno sofferto di decrementi di popolazione catastrofiche sin dal 1994. Sono in fase di recupero, perciò la loro classificazione è stata cambiata da specie a rischio a prossima alla minaccia.